# Julius Fučík (compositor)
Julius Ernst Wilhelm Fučík (18 de julio de 1872-25 de septiembre de 1916) fue un compositor y director de bandas militares checo.
Fučik pasó la mayoría de su vida como dirigente de bandas militares. Fue un prolífico compositor, llegando a escribir alrededor de 300 marchas, polkas y valses. Por su trabajo en estas bandas es conocido como el "Sousa Bohemio", relacionado con el compositor estadounidense de marchas John Philip Sousa.
Hoy en día sus marchas son interpretadas en la República Checa como música patriótica.
Sin embargo su fama internacional se reduce a su marcha Op. 68: La entrada de los gladiadores (Vjezd gladiátorů), conocida por su interpretación en los circos cuando los payasos entran en escena. A pesar de ser esta obra tan conocida, el nombre de su autor es ignorado por la mayoría de la población. Otra obra suya famosa es la marcha florentina, aunque no como la entrada de los gladiadores. Fučík fue tío del periodista Julius Fučík, integrante del partido comunista checo, asesinado por el régimen nazi.

## Biografía
Fučík nació en Praga el 18 de julio de 1872 cuando esta ciudad formaba parte del antiguo Imperio austrohúngaro. De joven, aprendió a tocar el fagot, violín y diversos instrumentos de percusión, y después estudió composición bajo la tutela de Antonín Dvořák.
En 1891, formó parte del 49.º regimiento austrohúngaro como músico militar. Al principio tocó en Krems cerca del Danubio bajo la dirección de Josef Wagner y después se introdujo en la banda militar de Karl Komzak, en Viena. En 1895, Fučík dejó el ejército para ser el segundo fagotista en el teatro alemán de Praga. Un año después se convirtió en el principal director de la orquesta de Praga. Durante este tiempo, Fučík escribió música de cámara, principalmente para clarinete y fagot.
En 1897, volvió a entrar en el ejército como jefe de banda para el 86 regimiento en Sarajevo. Poco después, compuso su obra más famosa, la entrada de los gladiadores (también conocida como el pequeño trueno y rayo). El interés de Fučík por la Antigua Roma hizo que le diera este nombre a su marcha. La melodía es hoy mundialmente conocida y asociada a la aparición de los payasos en el circo.
En 1900, la banda de Fučík se trasladó a Budapest, donde Fučík descubrió que había un gran número de bandas preparadas para interpretar sus composiciones. Fue entonces cuando empezó a experimentar con transcripciones de trabajos orquestales.
En 1909, se trasladó de nuevo, volviendo a Bohemia, donde se convirtió en el director de la orquesta del regimiento número 92 de infantería en Terezín, una de las mejores del imperio. Fue entonces cuando Fučík recorrió Praga y Berlín dando conciertos y audiciones para más de 10 000 personas.
En 1913, Fučík contrajo matrimonio y se afincó en Berlín donde empezó una nueva banda y una compañía de publicaciones musicales, la Apollo Verlag, para comercializar sus obras. Su fortuna empezó a menguar con el estallido de la Primera Guerra Mundial. Su negocio fracasó y su salud empeoró. El 25 de septiembre de 1916, Julius Fučík muere cerca de Berlín a la edad de 44 años.

## Obra selecta

### Marchas
- Entrada de los gladiadores (1899)
- Florentinský pochod (1907)
- Boží bojovníci (1911)
- Danubia (1899)
- Fantastický pochod (Marche fantastique) (1904)
- Hercegovac (1908)
- (The) Mississippi River (1902)
- Pod admirálskou vlajkou (1901)
- Salve Imperator (1898)
- Stále vpřed (Sempre avanti) (1904)
- Stráž Slovanstva (1907)
- Triglav (1900)
- Vítězný meč
- Veselí venkovští kováři
- Zvuky fanfár

### Valses y polkas
- Virtuoso polka para fagot Starý bručoun (1907)
- Ideály snů - vals
- Od břehu Dunaje - vals
- Dunajské pohádky - vals
- Zimní bouře - vals
- Baletky - vals
- Escarpolette - vals
- Overturas de Marinarella (1907) y Miramare
- Suite sinfónica Život (Life) (1907)
- Música de cámara para fagot y clarinete